# Aloe delphinensis
Aloe delphinensis är en grästrädsväxtart som beskrevs av Werner Rauh. Aloe delphinensis ingår i släktet Aloe och familjen grästrädsväxter.
Artens utbredningsområde är Madagaskar. Inga underarter finns listade i Catalogue of Life.